# Popilnja
Popilnja (ukrainisch Попільня; russisch Попельня Popelnja) ist eine Siedlung städtischen Typs in der Ukraine mit ≈5200 Einwohnern (2025).

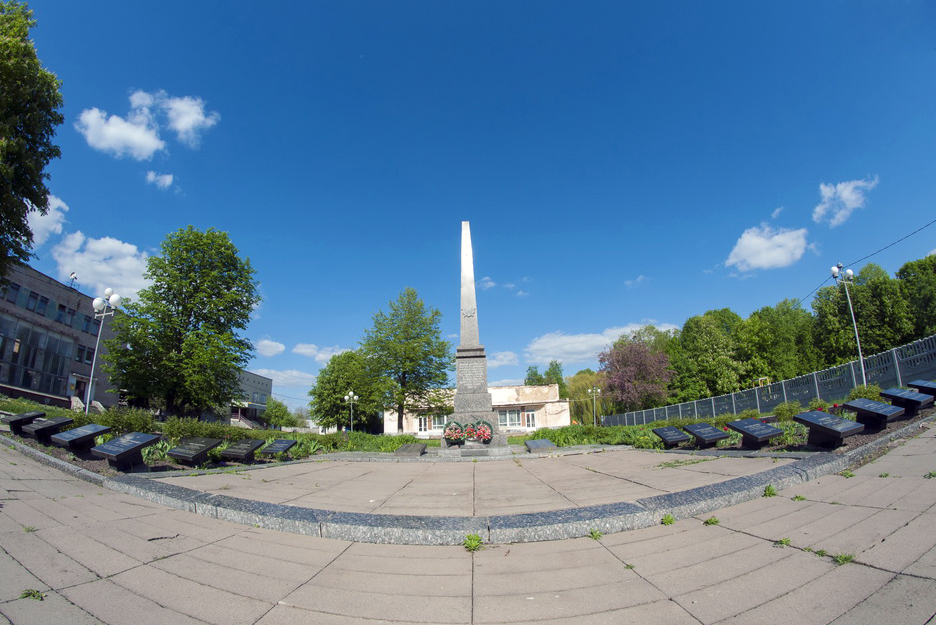
Obelisk in Popilnja

Der Ort war bis Juli 2020 das administrative Zentrum des gleichnamigen Rajons Popilnja im Südosten der ukrainischen Oblast Schytomyr 71 km südöstlich vom Oblastzentrum Schytomyr.

## Geschichte
Die in den 1860er Jahren im Zusammenhang mit dem Bau der Bahnstrecke Kiew-Odessa gegründete Ortschaft besitzt seit 1938 den Status einer Siedlung städtischen Typs.

## Verwaltungsgliederung
Am 17. August 2016 wurde die Siedlung zum Zentrum der neugegründeten Siedlungsgemeinde Popilnja (ukrainisch Попільнянська селищна громада/Popilnjanska selyschtschna hromada), zu dieser zählten auch noch die 16 in der untenstehenden Tabelle aufgelisteten Dörfer sowie die Ansiedlung Widrodschennja, bis dahin bildete sie die gleichnamige Siedlungsratsgemeinde Popilnja (Попільнянська селищна рада/Popilnjanska selyschtschna rada) im Zentrum des Rajons Popilnja.
Am 12. Juni 2020 kamen noch die 5 Dörfer Buchaliwschtschyna, Kamjanka, Lypky, Pawolotsch und Sokoliw Brid zum Gemeindegebiet.
Am 17. Juli 2020 kam es im Zuge einer großen Rajonsreform zum Anschluss des Rajonsgebietes an den Rajon Schytomyr.
Folgende Orte sind neben dem Hauptort Popilnja Teil der Gemeinde:
| Name                     | Name           | Name                                |
| ukrainisch transkribiert | ukrainisch     | russisch                            |
| ------------------------ | -------------- | ----------------------------------- |
| Buchaliwschtschyna       | Бухалівщина    | Бухаловщина (Buchalowschtschina)    |
| Chodorkiw                | Ходорків       | Ходорков (Chodorkow)                |
| Holubjatyn               | Голуб'ятин     | Голубятин (Golubjatin)              |
| Kamjanka                 | Кам'янка       | Каменка (Kamenka)                   |
| Kotljarka                | Котлярка       | Котлярка                            |
| Krywe                    | Криве          | Кривое (Kriwoje)                    |
| Lypky                    | Липки          | Липки (Lipki)                       |
| Markowa Wolyzja          | Маркова Волиця | Маркова Волица (Markowa Woliza)     |
| Myroljubiwka             | Миролюбівка    | Миролюбовка (Miroljubowka)          |
| Nowoselyzja              | Новоселиця     | Новоселица (Nowoseliza)             |
| Parypsy                  | Парипси        | Парипсы (Paripsy)                   |
| Pawolotsch               | Паволоч        | Паволочь                            |
| Pisky                    | Піски          | Пески (Peski)                       |
| Popilnja                 | Попільня       | Попельня (Popelnja)                 |
| Pustelnyky               | Пустельники    | Пустельники (Pustelniki)            |
| Rudka                    | Рудка          | Рудка                               |
| Sawerzi                  | Саверці        | Саверцы (Sawerzy)                   |
| Sokiltscha               | Сокільча       | Сокольча (Sokoltscha)               |
| Sokoliw Brid             | Соколів Брід   | Соколов Брод (Sokolow Brod)         |
| Strokiw                  | Строків        | Строков (Strokow)                   |
| Welyki Lissiwzi          | Великі Лісівці | Великие Лесовцы (Welikije Lessowzy) |
| Widrodschennja           | Відродження    | Видродження                         |